# Professional Disc

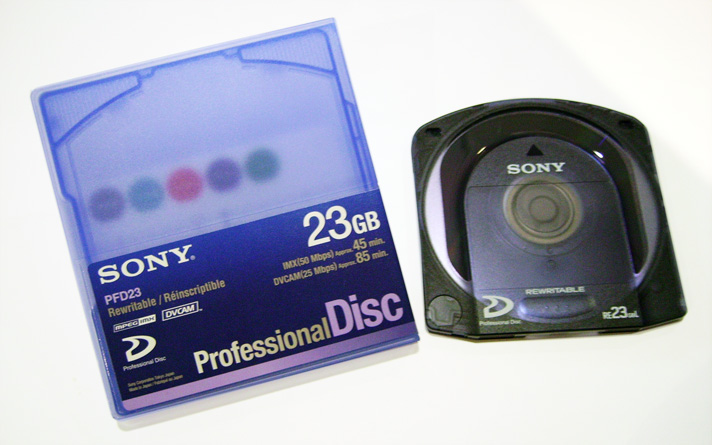
Professional Disc.

Professional Disc (PFD) en un formato de grabación en disco óptico introducido por Sony en 2003 principalmente para su sistema de grabación sin cinta, XDCAM. Fue uno de los primeros formatos ópticos en utilizar blue-violet laser, lo que permitió una mayor densidad de datos de almacenaje en comparación con la tecnología de láser infrarrojo utilizado en el CD y la tecnología de láser rojo utilizado en el formato DVD.

## Tecnología
PFD utiliza un tamaño de 405 nm de longitud de onda y un apertura numérica (NA) de 0,85 para el láser, lo que permite 23 GB de los datos que se almacenarán en un disco 12 cm, el equivalente a casi cinco DVD de capa siple, y una velocidad de 1x tasa de transferencia de datos de 88 Mbit/s para la lectura y escritura de 72 Mbit/s para. Ya que el disco fue lanzado 23 GB de doble capa 50 GB ha sido desarrollado y en libertad.
Confusamente, es muy similar al formato Blu-ray Disc , otro formato de disco óptico con láser azul-violeta, que también es apoyada por Sony. Incluso el caddie del PFD y el prototipo de caddie del Blu-ray (más tarde se canceló) se veía muy similar. La única diferencia aparente es que los discos de una capa PFD tienen una capacidad de 23 GB, mientras que Blu-rays puede almacenar 25 GB. Sin embargo, Blu-ray Disc permite en la actualidad una tasa de transferencia de datos de 2 × 72 Mbit/s —inferior a PFD—. Esto es porque los discos PFD un mayor uso de medios de calidad y las unidades de uso de componentes de mayor calidad, por lo es prohibitivamente caro para el segmento de consumidor medio al que Blu-ray está dirigido.

## Aplicaciones, variantes

### Videocámaras XDCAM
El formato PFD se usa principalmente como medio de almacenaje de las cámaras XDCAM de Sony

### Professional Disc for Data (PDD)
Professional Disc For Data ( PDDo PRODATA) fue una variante del PFD para utilizar la grabación y capacidades del PFD, dirigida principalmente a las pequeñas y medianas empresas para almacenar sus archivos y de respaldo. Las unidades lectoras Y discos grabables llegó a estar disponible a mediados de 2004. El BW-RS101 (lectora externa) SCSI-3 de discos PDD fueron originalmente vendidas al por menor en el Reino Unido a £2344 (sin IVA) directamente de Sony, y 23 GB de una sola escritura y re grabable al precio de venta de 30 libras cada uno. Dos unidades de otros lectores, el BW-F101 / (interno) SCSI la unidad y el BW-RU101 externos USB 2.0 también estuvo disponible en la misma época.
El 31 de marzo de 2007, el PDD habría llegado al «final de su vida». Los PFD siguen siendo fabricados y utilizados en los dispositivos de Sony XDCAM. Sony afirma que PDD y PFD no son compatibles, pero no especifica las diferencias exactas entre los productos.
PDW-U1 de Sony es un disco duro externo que se conecta mediante USB 2.0 para Windows o Mac OS X con el software libre incluido de Sony. En un firmware y actualización de software a finales de julio de 2009, Sony ha añadido la posibilidad de los usuarios de almacenar los archivos de computadora en el Professional Disc.